# 黑山邮政

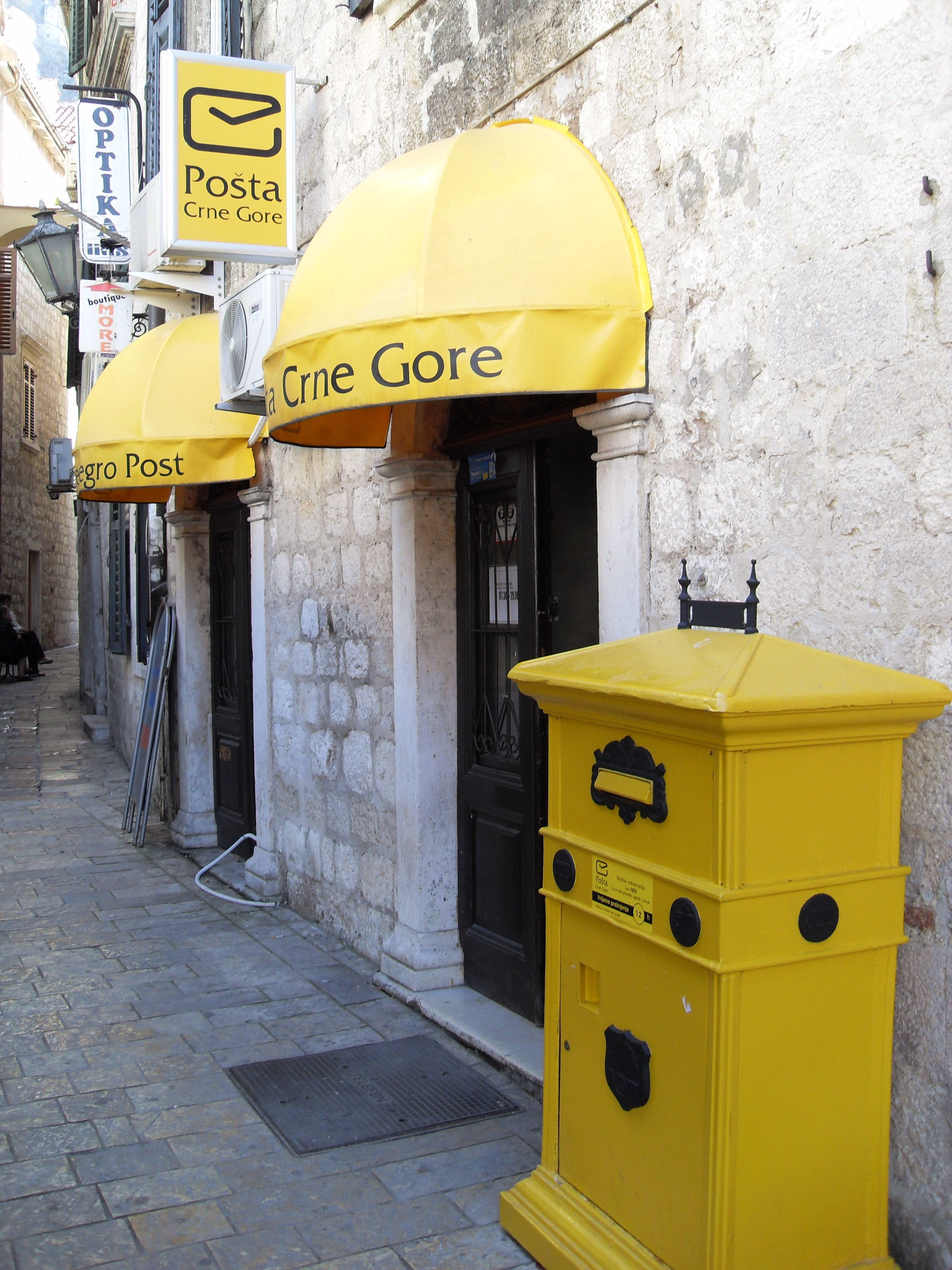
科托爾的黑山邮政邮局

蒙特內哥羅邮政（Pošta Crne Gore）是蒙特內哥羅的国家邮政公司，成立于1998年。當時蒙特內哥羅邮電公司分拆，成立蒙特內哥羅电信（Crnogorski Telekom）和蒙特內哥羅邮政。
蒙特內哥羅的邮政服务在1841年开始，1874年发行了第一枚邮票。蒙特內哥羅於2006年7月加入万国邮政联盟。

## 外部連結
- 官方网站